# SC Ulbra Ji-Paraná
SC Ulbra Ji-Paraná was een Braziliaanse voetbalclub uit Ji-Paraná in de staat Rondônia. In de vier jaar dat de club bestond werd telkens de titel behaald.

## Geschiedenis
De club werd opgericht in 2005 en werd datzelfde jaar al kampioen in de tweede klasse van het Campeonato Rondoniense. De volgende drie jaar werd de club telkens staatskampioen. In 2007 nam de club deel aan de Copa do Brasil en versloeg daar Santa Cruz en werd daarna uitgeschakeld door Coritiba. In 2008, enkele maanden na het winnen van de staatstitel, werd de club ontbonden omdat de universiteit, die de geldschieter was, besloot geen geld meer in de club te pompen.

## Erelijst
Campeonato Rondoniense
2006, 2007, 2008